# Geokichla dumasi
Geokichla dumasi là một loài chim trong họ Turdidae.